# Шелудькове
Шелудько́ве — село в Україні, у Валківській міській громаді Богодухівського району Харківської області. Населення становить 38 осіб. До 2020 року орган місцевого самоврядування — Сидоренківська сільська рада.

## Географія
Село Шелудькове знаходиться в балці Коленівка, по якій протікає пересихаючий струмок на якому зроблено кілька загат. За 2 км проходить автомобільна дорога М03 (E40).

## Історія
12 червня 2020 року, розпорядженням Кабінету Міністрів України № 725-р «Про визначення адміністративних центрів та затвердження територій територіальних громад Харківської області», увійшло до складу Валківської міської громади.
19 липня 2020 року, в результаті адміністративно-територіальної реформи та ліквідації Валківського району, село увійшло до складу Богодухівського району.

## Населення

### Мова
Розподіл населення за рідною мовою за даними перепису 2001 року:
| Мова       | Кількість | Відсоток |
| ---------- | --------- | -------- |
| українська | 35        | 92.11%   |
| російська  | 3         | 7.89%    |
| Усього     | 38        | 100%     |

## Відомі люди
- Марченко Іван Дмитрович (1929—2017) — Народний депутат України 1-го скликання, керівник промислових підприємств.